# Oxynoemacheilus nasreddini
Oxynoemacheilus nasreddini — вид коропоподібних риб родини Nemacheilidae. Описаний у 2021 році.

## Поширення
Ендемік Туреччини. Поширений у басейні озер Акшехір, Ебер, Егірдір та Чавушчу у Центральній Анатолії.

## Опис
Від інших видів відрізняється наявністю плям неправильної форми на боці; має 2–4 темно-коричневі смуги на хвостовому плавці; тонке тіло і вирізаний хвостовий плавець, у якому найкоротший середній промінь хвостового плавця становить 76–91 % найдовшого променя верхньої частки хвостового плавця.